# Nada trio
Nada Trio è stato un supergruppo musicale italiano formatosi nel 1997 e composto da Nada Malanima, nota come Nada, Ferruccio Spinetti e Fausto Mesolella (questi ultimi già membri della Piccola Orchestra Avion Travel).
Nel marzo 2017 l'improvvisa morte di Mesolella ha posto fine all'attività del trio.

## Storia
Il gruppo si è formato nel 1997 e ha pubblicato il disco omonimo Nada Trio, prodotto da Francesco Fracassi, inizialmente allegato a una rivista. Lo stesso disco è stato poi ristampato nel 1998 e pubblicato dall'etichetta discografica Storie di Note. Esso contiene alcuni classici del repertorio di Nada riarrangiati dai tre artisti, una cover degli stessi Avion Travel (Abbassando), una di Franco Battiato e tre brani tradizionali (La porti un bacione a Firenze, Maremma, e Luna rossa).
Negli anni successivi i tre artisti si sono dedicati alle rispettive carriere e ai numerosi progetti musicali in cui sono stati coinvolti.
Nell'aprile 2017 il trio ha pubblicato un nuovo album in studio dal titolo La posa. Anche in questo caso sono presenti alcuni brani di Nada già editi ma riarrangiati, due cover-omaggi a Piero Ciampi e Gianmaria Testa, un brano popolare salentino, un inedito e una cover di Marlene Dietrich.
I tre artisti avevano anche programmato un tour, ma il chitarrista Fausto Mesolella è deceduto pochi giorni prima l'uscita dello stesso disco, il 30 marzo 2017.

## Formazione
- Nada - voce
- Fausto Mesolella - chitarra
- Ferruccio Spinetti - basso, contrabbasso

## Discografia
- 1998 - Nada trio
- 2017 - La posa